# Tetragnatha linearis
Tetragnatha linearis este o specie de păianjeni din genul Tetragnatha, familia Tetragnathidae, descrisă de Nicolet, 1849. Conform Catalogue of Life specia Tetragnatha linearis nu are subspecii cunoscute.